# (1503) Kuopio
(1503) Kuopio es un asteroide perteneciente al cinturón de asteroides descubierto el 15 de diciembre de 1938 por Yrjö Väisälä desde el observatorio de Iso-Heikkilä, Finlandia.

## Designación y nombre
Kuopio se designó al principio como 1938 XD.
Más tarde fue nombrado por la ciudad finesa de Kuopio.

## Características orbitales
Kuopio orbita a una distancia media del Sol de 2,625 ua, pudiendo alejarse hasta 2,898 ua. Su excentricidad es 0,1042 y la inclinación orbital 12,37°. Emplea en completar una órbita alrededor del Sol 1553 días.